# Султанов Іззат Атаханович
Іззат Султан — узбецький вчений, академік, літературознавець, критик, драматург, державний і громадський діяч. Академік Академії наук Узбекистану.

## Біографія
Султан Іззат народився 16 червня 1910 року в місті Ош (Киргизстан), Киргизстан, помер 29 липня 2001 року місті Ташкент. Повне ім'я Іззат Атаханович Султанов — узбецький вчений, академік, літературознавець, критик, драматург, державний і громадський діяч. Є онуком тисячника Султана Таїрбаева, що правив східною частиною міста Ош (Киргизстан) до революції. Навчався в російсько-тубільної школі міста Ош, де викладав його дядько Султанов Балтиходжа Султанович. У 14 років приїхав до Ташкента і вчився в школі імені Наріманова (Намуна), У 1929 році закінчив навчально-виховний технікум, в 1930 році працював вчителем у школі. Закінчив соціальний факультет Ташкентського педагогічного інституту (1930-1934 роки). Працював відповідальним секретарем газети «Батрак» (1931 р). У 1932 році в газеті «Кизил Узбекистон» (Червоний Узбекистан) вперше була надрукована його літературно-критична стаття. Навчання в аспірантурі (1934-1937 р) продовжував поряд з літературно-критичної діяльністю, працював у редакції газети «Камбагал дехкон». З 1937 року почалася активна соціальна діяльність Іззата Султанова.
Заступник директора інституту мови і літератури (1937-1942 р), заступник голови Держкомітету з радіомовлення Узбецької РСР (1942-1943 р), директор Ташкентської кіностудії (1943-1945 р), заступник голови Ради Міністрів Узбецької РСР з питань культури (1945-1948 роки). У 1948-1950 роки директор інституту мови і літератури ім. А. С. Пушкіна Академії наук Узбекистану, з 1955 року завідувач сектором теорії літератури. Викладач кафедри літератури народів СРСР МДУ імені М.Ломоносова (1950-1953 р), секретар правління Спілки письменників Узбецької РСР (1956-1963 р), у той час головою Спілки письменників Узбекистану був Шараф Рашидов. Кандидат філологічних наук (1946), доктор філологічних наук (1955 г.), заслужений діяч мистецтв Узбецької РСР (1964 г.), заслужений діяч науки Узбекистану, член-кореспондент АН Узбецької РСР (1966), академік, дійсний член Академії наук Узбекистану (1995 г.). Його брат Рахматілло був близьким другом узбецького поета Абдулхамід Чулпан. Іззат Султан під впливом свого вчителя Абдурауф Фітрата став фахівцем теорії літератури. У 1939 році Після A.Са'дій і А.Фітрата написав шкільний підручник «Теорія літератури». У 1980 році написав підручник «Теорія літератури» для вищих навчальних закладів. Автор робіт: «Мезонул Авзоніем» і його критичний текст"(1947 р), «Пушкін і узбецька література» (1949 г.), «Про творчість Абдули Кадирі» (1958 р), «Йігірманчі йіллар ўзбек адабіётінінг методи масаласіга доір» (До питання про творчий метод узбецької літератури 20-х років, 1953 г.), «Ўзбек рада адабіёті янгі босқічда» (Узбецька радянська література на новому етапі, 1961 г.) і ін. Написав історичні драми: «Бургутнінг парвозі» (Політ орла) (1939-1940 р поставлена в театрі ім. Хамзи в 1942 р) про встановлення Радянської влади в Узбекистані, діяльності М. В. Фрунзе в Туркестані і дружбі узбецьких і російських народів, «Алішер Навої» (спільно з Уйгуна, 1940 кіностудія «Узбекфільм» 1947 р поставлена в театрі ім. Хамзи в 1948 р), п'єсу «Іймон» (Люди з вірою, 1960 р театр ім. Хамзи) з життя вчених, «Нома'лум киши» («Невідомий» 1963 року театр ім. Хамзи), де відтворив образ народного повстанця, відомого під кличкою Намоза-угри (Намаз-злодій). Є автором кіносценаріїв «Білмайін босдім цокання», «Істехком», "Абдулла Кодірійнінг "Утган кунлар"і сінгарі драмалар", «Фідойі» (Одержимий), «Дахонінг ёшлігі» (Юність генія), «Сенга інтіламан» (Назустріч до тебе), лібрето «Шоір калби» (Душа поета) (театр опери та балету ім. А.Навої, композитор М.Ашрафі). Книга «Навоійнінг қалб дафтарі» (Книга зізнань Навої) (1969 р) є досягненням літературно-вченій діяльності Іззата Султана. Ця книга в 1979 і 1985 роках була видана російською мовою (переклад А.Зирін). Удостоєний Державної премії Узбецької РСР ім. Біруні (1970 р) за участь у колективній праці «Історія узбецької радянської літератури» (1967 р). У 1994 р написав монографію «Баховуддін Накшбанді абадіяті». Іззат Султан протягом майже 40 років був радником завідувача сектором інституту мови і літератури АН Узбекистану, головою спеціалізованої вченої ради. Він був одним з авторів, редактором двотомник: «Узбек рада адабіёті тарихи очеркларі» (Нариси з історії узбецької літератури) (1961-1962 р), «Теорія літератури» (1978-1979 р), «Узбек рада танкідчілігі тарихи» (Історія узбецької радянської критики) (1987 р.). «Книга зізнань Навої» Іззата Султана-це розповідь про великого поета, його епосі і творчість. Уміло використовуючи своєрідну літературну форму подачі зібраного ним цінного матеріалу, Іззат Султан зумів яскраво відтворити вигляд Навої, розкрити багатство внутрішнього світу, велич творчого подвигу основоположника узбецької класичної літератури, мислителя і гуманіста. Награждён двома орденами. У 1992 році одним з перших нагороджений медаллю «Шухрат». Іззат Султан помер в 2001 році і був похований в Меморіальному кладовищі Чігатай міста Ташкент.

## Кіносценарії Іззата Султана
- Кінофільм «Алішер Навої», СРСР, Союзмультфільм, Ташкентская кіностудія, 1947 р Історико-біографічний фільм про життя узбецького поета і літератора, вченого-гуманіста і державного діяча 15 століття Алішера Навої (1441-1501), автора чотирьох збірників-диванів і однієї з найвишуканіших поем середньовіччя- «Хамса» («Пятеріца»: «Сум'яття праведних», «Лейла і Меджнун», «Фархад і Ширін», «Сім планет», «Іскандерова стіна»). Фільм був відзначений Сталінською премією другого ступеня (1948 р) Режисер: Каміл Ярматов, Автори сценарію: Іззат Султанов, Олексій Спешнев. У ролях: Раззок Хамраев, А.Ісматов, А.Джалілов, Т.Назарова, С.Таліпов, Рахім Пірмухамедов, С.Юнусов.
- Кінофільм «Одержимий» 1966, кіностудія «Узбекфільм», режисер Захід Суботів, автор сценарію Іззат Султанов, кінооператор Л.Травіцкій. Актори: Закир Мухамеджанов, Тулаган Реджіметов, Гурген Тонунц, Світлана Норбаева, Олім Ходжаєв, Антоніна Рустамова, Михайло Глузський. Кінокартина про звільнення людини від релігійних і моральних забобонів, що сковували його впродовж багатьох століть.
- Кінофільм «Назустріч тобі» 1972 рік, кіностудія «Узбекфільм», режисер А. Хачатуров, автор сценарію Іззат Султанов, кінооператор А. Ізмайлов. Актори: Марат Арипов, Світлана Норбаева, Якуб Ахмедов, Набі Рахімов, Аїда Юнусова
- Кінофільм «Ураган в долині» 1972 рік, режисер Тахір Сабіров, автор сценарію Ігор Жуковський. В епізодах знімався: Іззат Султанов.

## Книги академіка Іззата Султана
- Іззат Султонов. Адабіёт назаріясі. Мактаблар учун дарслік. Тошкент, 1939 йіл.
- Іззат Султанов. Алішер Навої, у збірнику Узбецька радянська драматургія, Москва, 1951 рік
- Іззат Султан. Світло Росії, журнал «Зірка Сходу» № вересня 1959
- Іззат Султонов. Пьесалар, маколлалар, Тошкент, 1959 й.
- Іззат Султан. Про значення творчості Хамзи Хакімзаде Ніязі у формуванні методу соціалістичного реалізму в узбецькій літературі. У збірнику Питання узбецької літератури, Ташкент, 1967 г.
- Іззат Султонов Навоійнінг қалб Дафтарі. Тошкент Адабіёт ва сан'ат нашріёті 1969 й.
- Іззат Султонов Асарлар 4 томлік. Тошкент Адабіёт ва сан'ат нашріёті 1971—1974 ї
- Іззат Султан. Книга зізнань Навої. Життя і творчість великого поета зі слів його самого і сучасників. авторизаці. пров. з узб. А.Зирін; вірші пров. С.Іванов. Изд-во лит. і мистецтва, Ташкент, 1979 г. 327 с.
- Іззат Султонов Адабіёт назаріясі. Тошкент Ўқітувчі нашріёті, 1980 ї
- Іззат Султонов. Адабіёт назаріясі. Олій ўқув юртларі філологія факультетларі учун дарслік. 406 с. 22 см, 2 нашр, Тошкент, Ўқітувчі 1986 й.
- Іззат Султан Книга зізнань Навої. Життя і творчість великого поета зі слів його самого і сучасників Букіністичне видання. Изд-во лит. і мистецтва, Ташкент 1985 304 стор. Тираж 60 000 екз.

## Книги написані про творчість Іззата Султана
- Велика Радянська Енциклопедія в 30 томах. 3-е изд. 1969-1978 р тому 25 стор. 63 С.Колосова.
- Енциклопедичний словник псевдонімів 2009
- Театральна Енциклопедія (під ред. А. П. Маркова). — М.: Радянська енциклопедія, 1961-1965. — С.
- О. Шарафіддінjов. Гўзаллік ізлаб. Тошкент Адабіёт ва сан'ат нашріёті, 1985 й., 190—198 бетлар.
- О.Шокіров. Танқідчі ва адабий жараён. Тошкент Адабіёт ва сан'ат нашріёті, 1976 й.